# Tehov (Benešov)
Tehov è un comune della Repubblica Ceca facente parte del distretto di Benešov, in Boemia Centrale.

## Galleria d'immagini

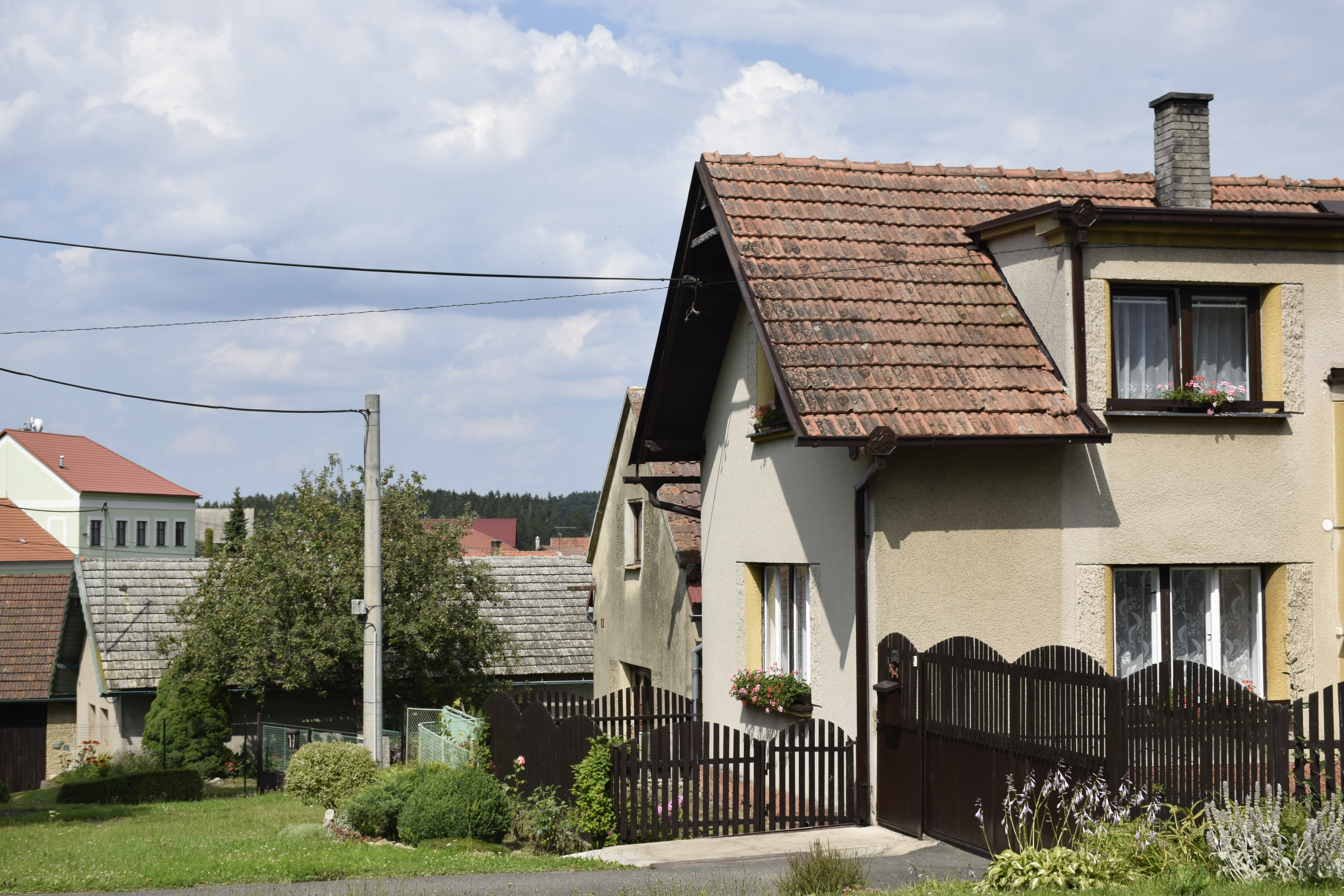
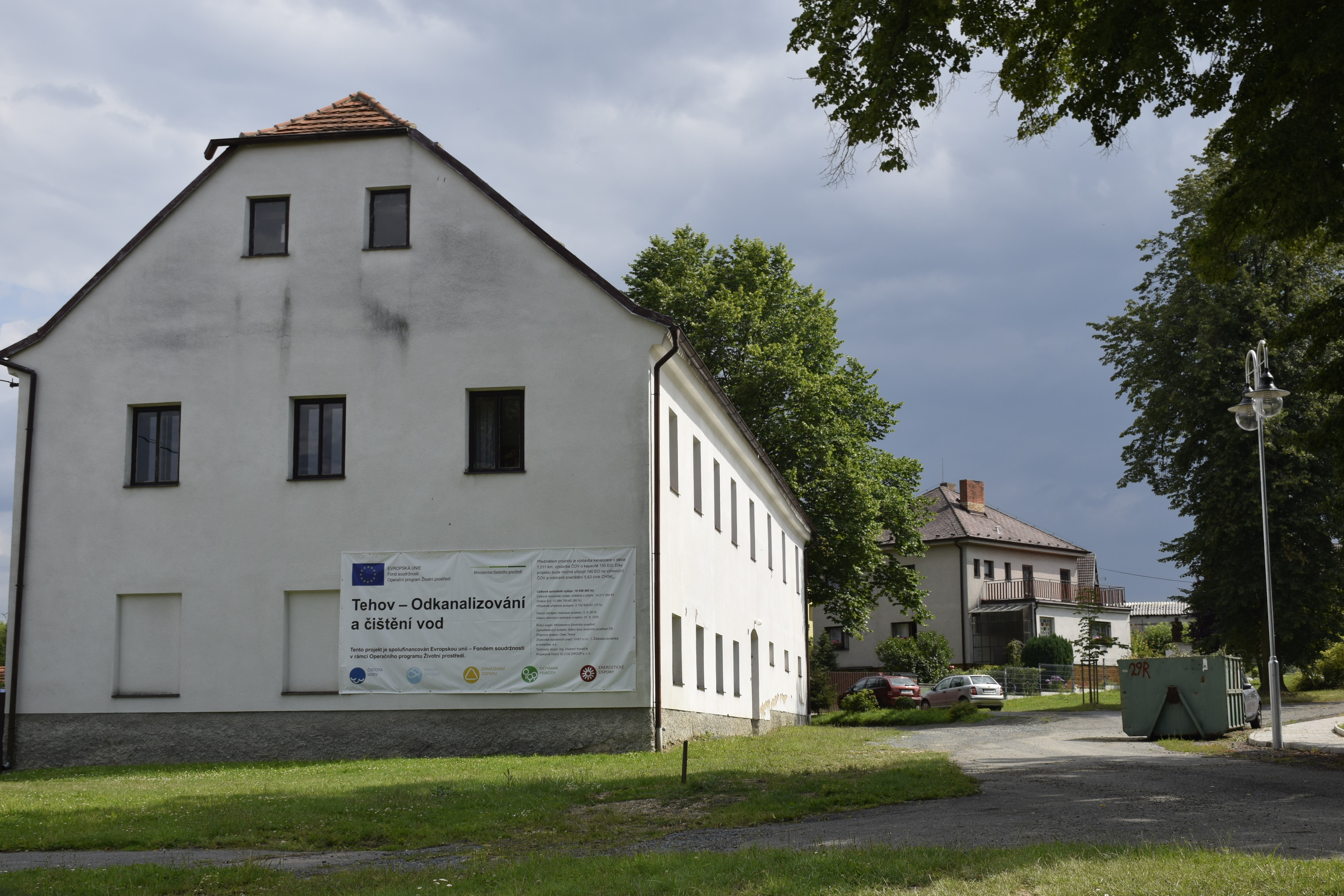
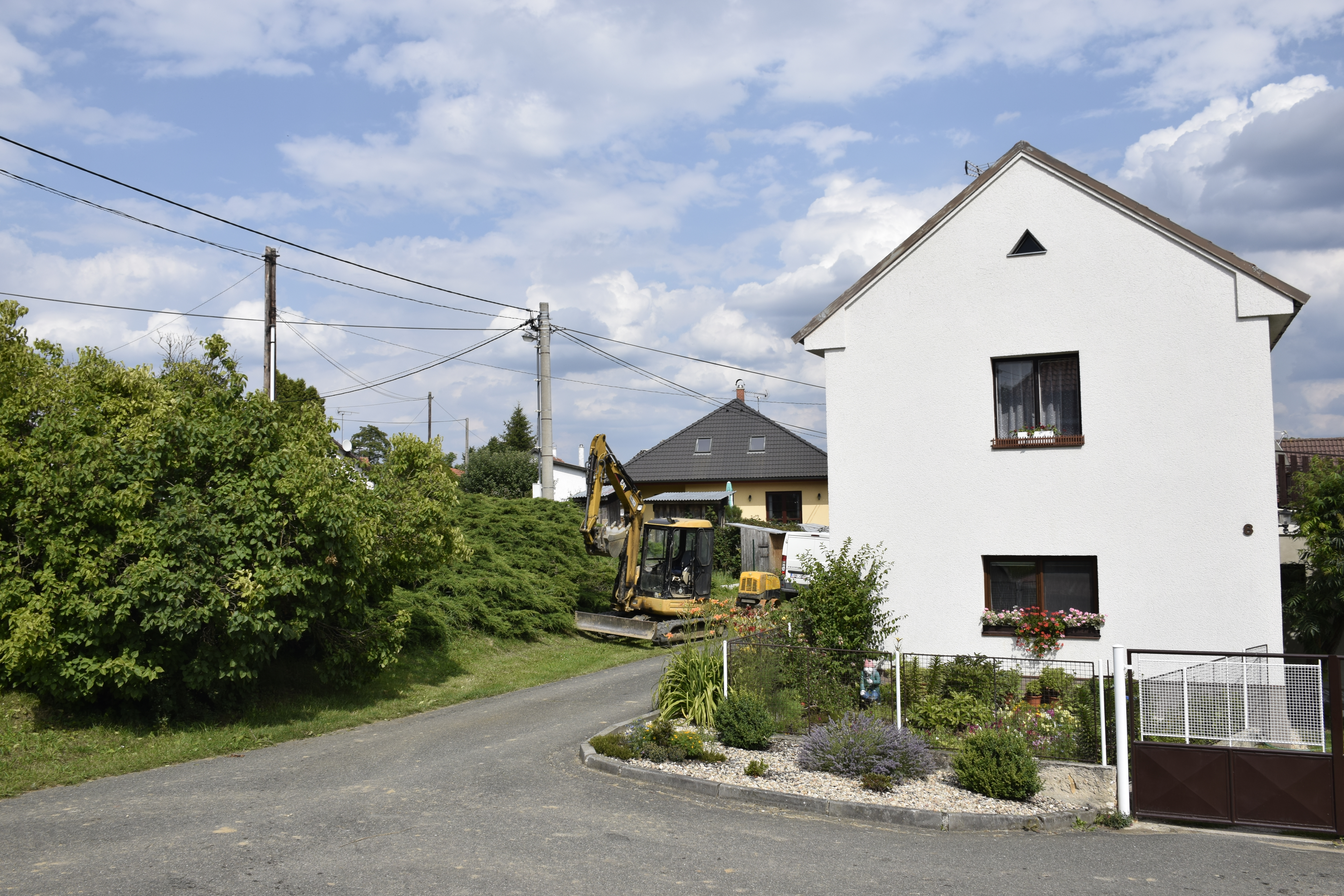